# Opdragen
Het opdragen van kinderen (meestal baby’s) is een christelijk ritueel in (met name evangelische) kerken die de kinderdoop afwijzen. Ouders geven door het opdragen van hun kind ten overstaan van de gemeente aan dat hun kind aan God toebehoort.
Over het algemeen vindt de opdracht plaats tijdens een reguliere zondagse dienst door een voorganger die namens de gemeente een zegengebed over het leven van het kind en het gezin uitspreekt. Het opdragen is gebaseerd op de joodse traditie waarbij een baby naar de tempel werd gebracht zoals dat volgens de Bijbel ook met Jezus gebeurde.
Opdragen gebeurt door personen en in gemeenten die geloven dat de doop een bewuste keuze van een persoon voor God moet zijn. Een pasgeborene kan deze keus nog niet maken en daarom blijft de doop achterwege.
In de jaren tachtig en negentig werd opdragen steeds gebruikelijker. Dit leidde onder andere tot bespreking op de gereformeerde synode in 1986 en op de hervormde synode in 1991.
Kerken waar kinderen worden opgedragen zijn onder meer:
- Baptisten
- Doopsgezinde kerk
- Pinkstergemeenten
- Vergadering van gelovigen
- Zevendedags Adventisten